# Мінерали оборотні позитивно
Мінерали оборотні позитивно (рос. минералы, обратимые положительно, англ. positively reversible minerals; нім. positiv reversible Minerale n pl) — мінерали, які під час електростатичної сепарації при зміні знака електрода відхиляються тільки до позитивного електрода.